# Polysarcus denticauda
Polysarcus denticauda  (Charpentier, 1825) è una specie di insetti ortotteri della famiglia Tettigoniidae.

## Caratteristiche

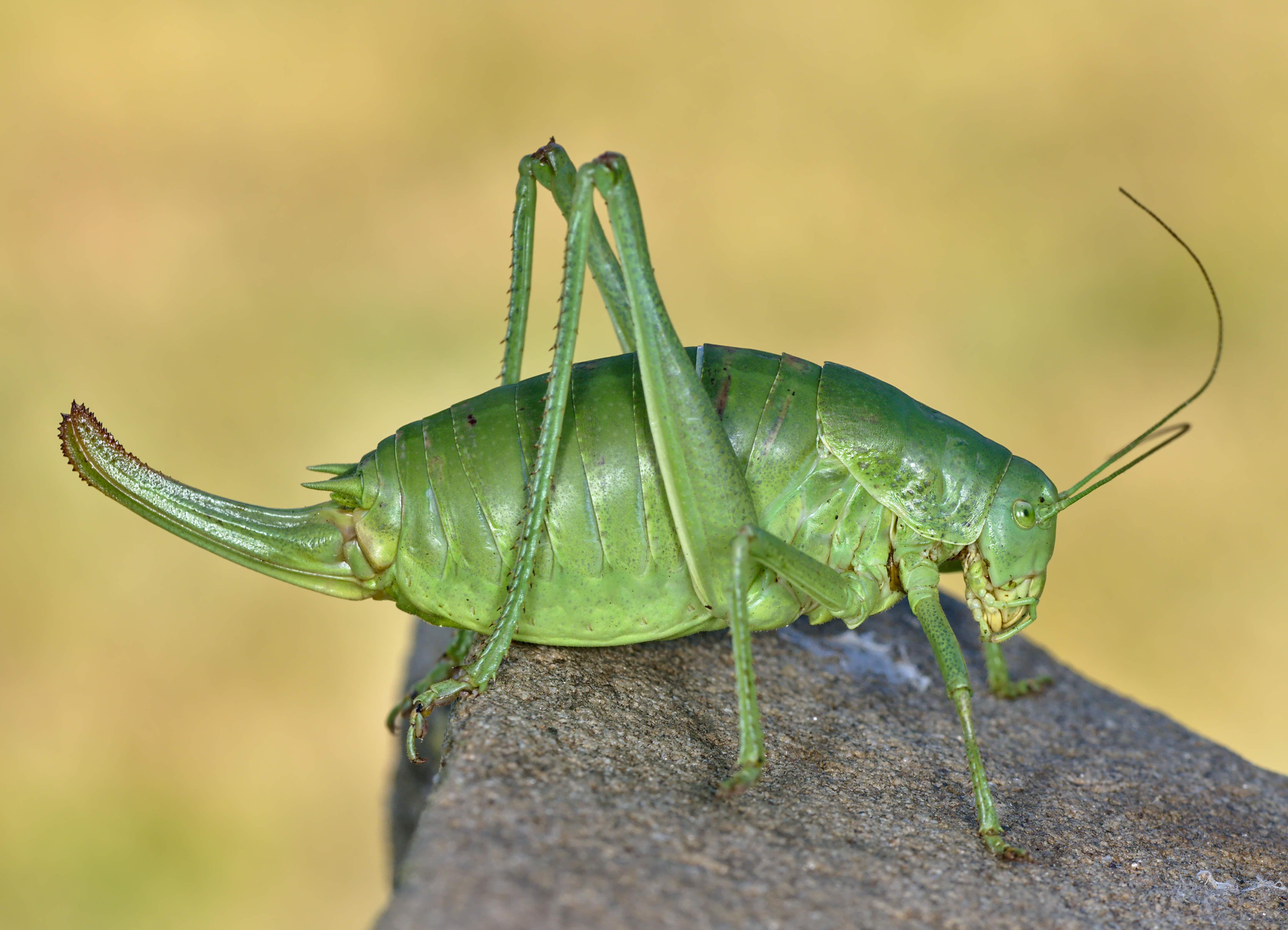
Esemplare femminile in Belgio

Le dimensioni dell'adulto possono variare tra i 24 e i 44 mm. La colorazione in genere è verde ma esistono alcuni individui brunastri. L'addome è di grandi dimensioni, e il pronoto ha l'aspetto di una bandiera. Le ali, fortemente ridotte, sono di colore giallo, a volte maculate di verde, e sporgono dal bordo posteriore del pronoto, anche se nelle femmine risultano quasi del tutto nascoste da quest'ultimo. Il maschio è dotato di una lunga placca sotto-genitale bifida. Nella femmina l'ovopositore è allungato e denticolato all'estremità.

## Distribuzione e habitat
La specie è stata osservata in varie zone montane europee, e in particolare sui Pirenei, le Alpi, i Carpazi e i monti della parte meridionale dei Balcani. In Italia oltre che nella zona alpina si può osservare anche sui pascoli appenninici. Il suo habitat sono i prati ad alte erbe con vegetazione lussureggiante. Predilige zone prative a sfalcio tardivo e non troppo concimate.

## Comportamento
Se minacciata questa grossa cavalletta si mantiene immobile. La sua stridulazione è intensa e la si può udire fino a distanze di 30-50 metri. L'alimentazione è completamente vegetariana. Lo stato adulto viene raggiunto in genere a inizio giugno, e gli esemplari adulti possono essere osservato fino a metà luglio.

## Stato di conservazione
La specie è classificata da IUSN tra quelle a minimo rischio ((EN)  Least Concern).